# Карбонадо

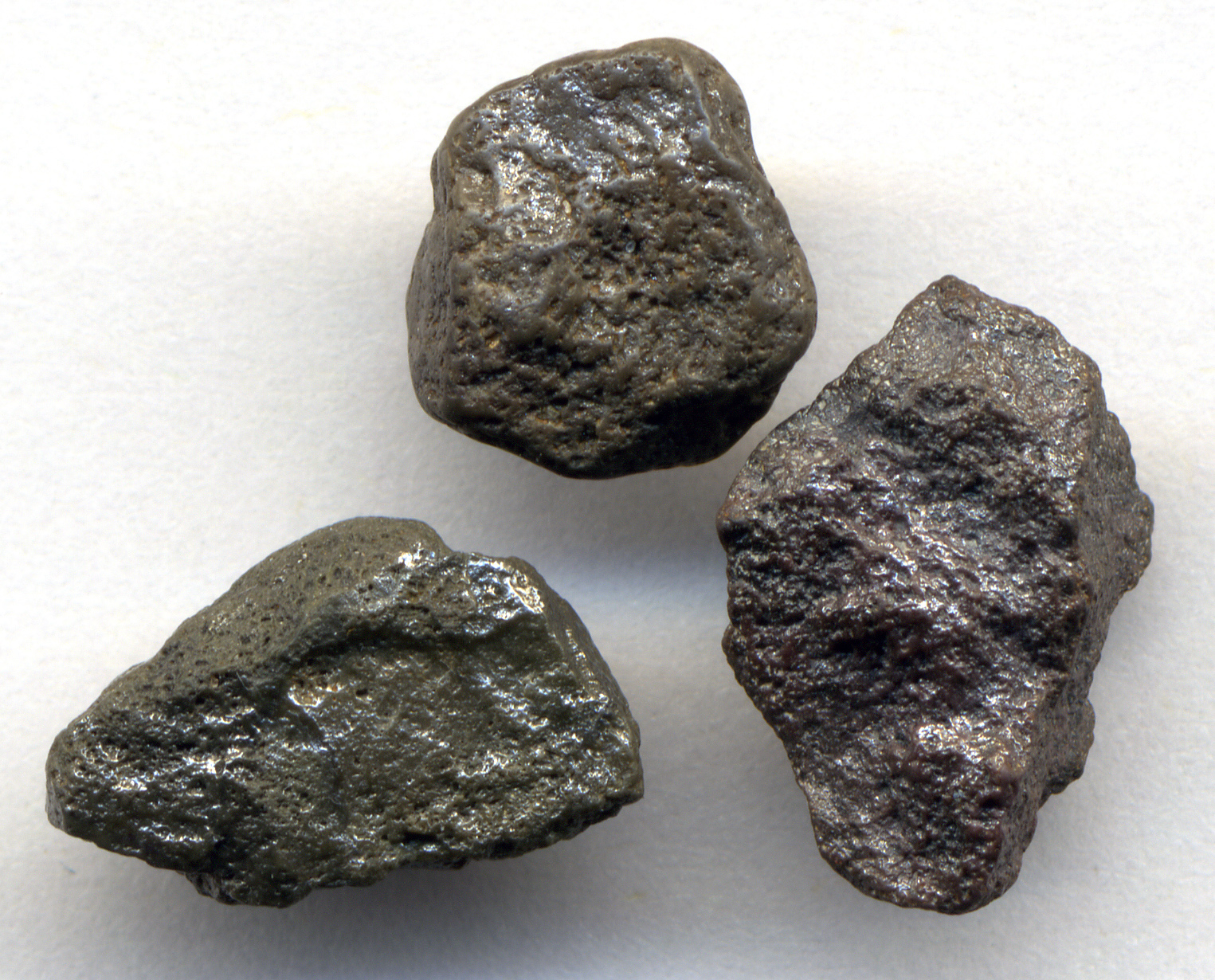
Три зразка карбонадо (4,05 ct, 4,07 ct і 5,09 ct) з регіону Бангі, Центральноафриканська Республіка.

Карбонадо (рос. карбонадо, англ. black carbon, англ. black diamond; нім. schwarzer Diamant m, Karbonado m) – тонкозернистий, іноді поруватий різновид алмазу.
Назва «карбонадо» (від слова «карбо» - вугілля) ввели при виявленні цих мінералів в  Бразилії в XVIII столітті через їх зовнішню схожість зі звичайним  вугіллям.

## Загальний опис
Являє собою пористий мікро- або прихованокристалічний агрегат ясно-сірого або чорного кольору, що складається із зерен і кристалів октаедричного, рідше кубічного габітусу. Деякі К. мають підвищену в порівнянні з алмазом твердість. Розмір від 0,5 до 50,0 мкм. Жовна К. мають розмір від горошини до каменів в 700-800 кар; в Бразилії знайдений К. в 3087 кар. К. зустрічається в парагенетичній асоціації з мінералами метаморфічних гірських порід: дистеном, корундом, ставролітом, рутилом, цирконом і інш. К. містить числ. дрібні (0,5-220 мкм) мінеральні включення, які при вилуговуванні створюють пористу структуру агрегатів. Серед них встановлені графіт, халцедон, кварц, монацит, рутил, ортоклаз, гематит, ільменіт, циркон, каолініт та інш. На відміну від алмазу, К. має, можливо, некімберлітовий генезис, що підтверджується близьким до кислих вивержених г.п. співвідношенням в К. ізотопів 12С/13С та характером мінералів-домішок. Гол. род. К. зосереджені в Бразилії (розсипи Баія, Мінас-Жерайса, Парані та інш. штатів), а також у Венесуелі, Гані, Уганді, Австралії. Застосовується К. як технічний алмаз.